# Васюков, Иван Иосифович
Иван Иосифович Васюков (1910—1988) — советский работник сельского хозяйства, Герой Социалистического Труда.
Был наставником Р. Ф. Горожаевой, также ставшей в 1973 году Героем Социалистического Труда.

## Биография
Родился в 1910 году.
До войны окончил Азовскую школу механизации. Трудовую деятельность начинал как механизатор, а в 1934 году его послали механиком в только что созданную Золотаревскую машинно-тракторную станцию в новом, Семикаракорском районе. Обслуживал технику в хуторах Шаминки, Топилина, Страхова. Когда в МТС пришли первые гусеничные тракторы ЧТЗ, Васюков возглавил коллектив тракторно-полеводческой бригады.
С началом Великой Отечественной войны находился на фронте. В 1944 году был командиром отделения боепитания, затем — тракторный механик 1-го дивизиона 11-й гвардейской пушечной артиллерийской бригады 3-го Белорусского фронта, гвардии сержант. Демобилизовавшись из Красной армии, вернулся в хутор Золотаревка Семикаракорского района. Работал в колхозе имени С. М. Буденного, затем — в совхозе «Золотаревский» возглавлял тракторно-полеводческую бригаду. В 1966 году за высокие показатели в труде Васюков был награждён орденом Ленина.
В 1970-е годы Иван Иосифович вышел на заслуженный отдых. Жил в хуторе Золотаревка Семикаракорского района Ростовской области. Умер в 1988 году, похоронен в хуторе.

## Память
- Именем И. И. Васюкова названа улица в хуторе Золотаревка.

## Награды
- Указом Президиума Верховного Совета СССР от 8 апреля 1971 года за выдающиеся успехи, достигнутые в развитии сельскохозяйственного производства и выполнении пятилетнего плана продажи государству продуктов земледелия и животноводства Васюкову Ивану Иосифовичу присвоено звание Героя Социалистического Труда с вручением ордена Ленина и золотой медали «Серп и Молот».
- За подвиги на войне награждён двумя орденами Красной Звезды (18.01.1944, 28.10.1944), медалями «За отвагу» (17.06.1944), «За оборону Москвы», «За взятие Кенигсберга» и другими.
- Также награждён вторым орденом Ленина.